# ذا سوبرمدلز
ذا سوبِرمُدِلز (بالإنجليزية: The Supermodels)‏، سلسلة ويب وثائقية قصيرة مرتقبة،غير معلوم موعد عرضها على أبل تي في +.توثق السلسة السير المهنية لعارضات الازياء ناعومي كامبل، سيندي كروفورد، ليندا إيفانجيليستا، كريستي تورلينغتون خلال التسعينات ولقائات معهن. الوثائقي من إنتاج إماجن دُكِمِنتريز، ومن إخراج باربَرة كُبل. أما الإنتاج التنفيذي فهو من قبل كل من برَين كرَيزر، رُن هاورد، سارة برَينستَين، جُستن وِلكس، مع مشاركة العارضات الاربعة آنفات الذكر في الإنتاج.

## لمحة
أعلن عن السلسلة في 6 أكتوبر، 2020 حيث نشرت أبل بيان صحفي عن طلبها إنتاج السلسلة من إماجن دُكِمِنتريز فرع شركة إماجن انترتينمت المتخصص بالوثائقيات. حيث أن إنتاج الوثائقي يستتب تحت إتفاقية فرست لُك (First-look agreement) حصرية لأبل مع إماجن دكمنتريز.